# /e/ (sistema operativo)
/e/ (precedentemente eelo) è un sistema operativo per dispositivi mobili. Fork di LineageOS, non è considerato software libero dalla Free Software Foundation.
Il firmware è sviluppato dalla /e/ Foundation, fondata dall'imprenditore francese Gaël Duval. /e/ viene presentato come un software per la privacy che non contiene app o servizi proprietari di Google e sfida il pubblico a "trovare parti del sistema o applicazioni predefinite che stanno ancora trasmettendo dati a Google".

## Software
/e/ è basato su LineageOS, un fork dei sistemi operativi CyanogenMod e Android. /e/ utilizza MicroG come sostituto libero e open source di Google Play Services e Mozilla Location Service per la geolocalizzazione.

## Storia
Nel 2017, il creatore di Mandrake Linux Gaël Duval ha proposto il concetto di un sistema operativo senza software invasivo della privacy come un "progetto senza scopo di lucro 'nel pubblico interesse'". Duval ha scritto: "I modelli di business di Apple, Google, Facebook ecc. sono dannosi per i nostri ambienti economici e sociali". Il sistema operativo inizialmente era chiamato Eelo; il nome è stato ispirato dalle murene, che Duval ha visto come "pesce che può nascondersi nel mare". Duval ha lanciato una campagna di crowdfunding Kickstarter con un obiettivo iniziale di 25000 € e ha ricevuto almeno 71000 € dai contributori.
Eelo è stata successivamente rinominata /e/ nel luglio 2018 a causa di un conflitto con il marchio "eelloo", che era di proprietà della società di risorse umane Meurs HRM BV.
Le versioni beta di /e/ sono state distribuite per 20/30 modelli di smartphone nel settembre 2018. A partire da novembre 2019 /e/ supportava 89 modelli di smartphone.

## Accoglienza
La Free Software Foundation ha rifiutato di approvare /e/ perché "contiene librerie non libere". Ross Rubin di Fast Company ha descritto la strategia di /e/ come un "approccio simile a Google" per massimizzare l'adozione da parte degli utenti, in contrasto con l'"approccio Apple-like" dell'integrazione verticale del produttore di hardware e sviluppatore software Purism. Jack Wallen di TechRepublic credeva che /e/ "dimostrerà che Android può esistere senza Google", ma prevedeva che il sistema operativo non sarebbe piaciuto ai normali utenti di smartphone. Sascha Segan di PC Magazine è stato "incoraggiato da /e/ e dalla sua determinazione a creare un'alternativa facile da usare (e, si spera, facile da installare)", ma era "inquieto per le fonti di app di terze parti su /e/. "Ha anche difeso /e/ dalle critiche del manuale di InfoSec, che /e/ "ha preso a cuore e ha lavorato su thread pubblici che chiunque può leggere online". Steven Vaughan-Nichols ha esaminato un telefono Samsung rinnovato con /e/ in parallelo con Android 8.1 preinstallato e lo ha trovato "abbastanza stabile", ma ha detto che "le applicazioni possono essere un problema" e "installare /e/ è un lavoro mostruoso".